# 디옥시사이티딘 삼인산
디옥시사이티딘 삼인산(영어: deoxycytidine triphosphate, dCTP)은 피리미딘 염기인 사이토신을 가지고 있는 뉴클레오사이드 삼인산의 한 종류이다. 삼인산 부분은 고에너지 인산 결합을 가지고 있어서 가수분해될 때 에너지가 방출된다.
DNA 중합효소는 디옥시사이티딘 삼인산을 새로 합성되는 DNA 가닥에 결합시키기 위한 기질로 사용하기 위해 이러한 고에너지 인산 결합이 가지고 있는 에너지를 사용한다. 이러한 과정에 대한 화학 반응식은 다음과 같다.
(DNA)n + dCTP ⇄ (DNA)n-C + PPi
즉, dCTP에서 PPi (피로인산)이 가수분해되어 떨어져 나올 때 방출되는 에너지를 사용하여, dCMP를 새로 합성되는 DNA 가닥의 3' 말단에 결합시킨다. 이어서 일어나는 PPi의 가수분해는 위의 화학 반응식의 반응의 평형을 오른쪽으로 향하도록 하는데, 이는 새로 합성되는 DNA 가닥에 뉴클레오타이드가 계속해서 첨가되는 것을 촉진한다.
다른 뉴클레오사이드 삼인산과 마찬가지로, 제조업체에서는 dCTP를 −20 °C의 수용액에 보관하는 것을 권장한다.

## 같이 보기
- DNA 복제
- 디옥시사이티딘
- 디옥시사이티딘 일인산 (dCMP)
- 디옥시사이티딘 이인산 (dCDP)